# Pierre Siankowski
Pierre Siankowski, né le 11 janvier 1976 à Moyeuvre-Grande, est un journaliste français.
Il a été directeur de la rédaction des Inrockuptibles de 2015 à 2018. 

## Biographie

### Jeunesse et études
Son père, d'origine polonaise , est cadre commercial chez Sollac, entreprise sidérurgique avalée plus tard par ArcelorMittal. Sa mère est professeur de français et d'anglais. Son grand-père était un mineur polonais venu travailler dans les mines de Joeuf-Homécourt, en Meurthe-et-Moselle. Il a grandi à Rombas puis Clouange, dans un environnement culturel stimulant. « Ma famille, c’était la classe moyenne dans une région assez pauvre. Mes parents écoutaient les Beatles et Leonard Cohen », confie-t-il à ce propos. 
Après une prépa' littéraire à Georges-de-la-Tour à Metz, il est diplômé de l'Institut d'études politiques de Lyon en 1998 et de l'École supérieure de journalisme de Lille en 2000 où il enseigne désormais[Quand ?]. 

### Presse écrite et télévision
Il entre en 2000 aux Inrockuptibles par l'intermédiaire de Jean-Daniel Beauvallet. Il devient ensuite grand reporter puis rédacteur en chef. A l’été 2014, il quitte le journal et rédacteur en chef culture du Grand Journal de Canal +. Il justifie cette décision en disant qu'il est « un fan absolu de De Caunes ». Parallèlement, il collabore à Arte et au Mouv'.
Il retrouve les Inrockuptibles en 2015 après son passage au Grand Journal, et devient directeur de la rédaction après le départ de Frédéric Bonnaud à la Cinémathèque française en décembre 2015. Il est nommé directeur général adjoint des Nouvelles Éditions indépendantes en octobre 2015 puis, en décembre, directeur de la rédaction des Inrockuptibles. Il incarne la deuxième génération du magazine, celle d’après les fondateurs. Celle qui a définitivement pris le pouvoir sous Pigasse. 
À la tête du journal culturel, « il impose des textes d’écrivains, exige une rubrique séries télé, consacre le retour de la bande dessinée et veut un mag « moins parisien ». Se situant entre la génération rock et celle de l’électro-rap, il veille à « faire se rencontrer tout cela » ». Sous sa gouverne, les Inrockuptibles obtiennent le prix du meilleur coup éditorial à la suite d'une « enquête sur les pratiques de Jean-marc Morandini » lors du palmarès du Prix Relay des Magazines de l'année 2017[source insuffisante].
Le 31 janvier 2017, Mehdi Meklat fait la une des Inrockuptibles avec Christiane Taubira et Badroudine Saïd Abdallah. Devant la polémique provoquée par la découverte d'anciens tweets racistes, antisémites, homophobes et misogynes de Mehdi Meklat et les questions soulevées par la « complaisance médiatique » dont il aurait bénéficié, Pierre Siankowski, directeur de la rédaction, nie avoir eu connaissance de ces tweets, ce qui est remis en cause par L'Express qui exhume quelques échanges sur Twitter, et décide de lui demander des excuses,.  
Sous sa houlette, Les Inrockuptibles change de formule le 30 août 2017 avec un recentrage sur la culture et la prescription. A la fin de l'année 2018, il quitte le journal pour se consacrer à de nouveaux projets.

## Publications
- Pierre Siankowski (ill. Hélène Paris), Les 30 reprises meilleures que les originales, Paris, Contrepoint, coll. « Palmarès musique », 2014, 79 p. (ISBN 978-2-37063-014-8, OCLC 887580620, BNF 43839712)
- Lancelot Hamelin (av.-propos Pierre Siankowski), Un Grain de figue, Fontenay-sous-Bois, Quartett, 2013, 143 p. (ISBN 978-2-916834-43-6, OCLC 893721303, BNF 43627251)

## Filmographie
- Solange et les Vivants d'Ina Mihalache : le livreur insistant